# 梅迪·梅泰拉
梅迪·梅泰拉（法語：Mehdy Metella，1992年7月17日—）生于法属圭亚那卡宴，是一名法国男子游泳运动员，主攻自由泳和蝶泳。他在童年时练过足球，然而表现并不理想，母亲因此要求他放弃足球，改练游泳，他在接触游泳后，开始取得一定的成功。他的姐姐Malia同样也是一名游泳运动员。